# Brèaicleit
Brèaicleit (Engels: Breaclete) (Oudnoords: Breiðiklettr) is een dorp op het eiland Beàrnaraigh in de Buiten-Hebriden en is de hoofdplaats van dit eiland. Door de afgelegen ligging zijn de plaats en omringende gehuchten verschoond gebleven van de Schotse clearences in de 18e en 19e eeuw. Het oudste gebouw in het dorp is de rietgedekte watermolen aan de noordkant van Loch na Muilne (Loch Risay), iets ten oosten van de plaats. Deze molen is gerestaureerd in de jaren negentig van de vorige eeuw. Tot een aantal jaren geleden was het dorp vooral een kleine boerengemeenschap met wat visserij op de omliggende zeearm, welke een natuurlijke haven vormt. Tegenwoordig leveren vakantiewoningen echter meer op dan de noeste boerenarbeid van weleer en vertrekken de oorspronkelijke bewoners naar de grotere plaatsen op Lewis of het Schotse vasteland. Het dorp bestaat thans uit 35 woningen, waarvan het oudste huis in 1911 is gebouwd. 

## Voorzieningen
In het dorp zijn onder andere een klein museum over de lokale geschiedenis, een dorpswinkel, school, postkantoor en twee kerken te vinden. Daarnaast is er het Bernera Community Centre gevestigd, waar het hele eiland gebruik  van maakt. 